# Österreichischer Fußball-Cup 1997/98
Der ÖFB-Cup wurde in der Saison 1997/1998 zum 64. Mal ausgespielt. Die SV Ried gewann sensationell zum ersten Mal den Pokal.

## Vorrunde
| Datum                 |                         | Ergebnis              |                              |
| --------------------- | ----------------------- | --------------------- | ---------------------------- |
| 10.08.1997, 10:00 Uhr | Union Ostermiething     | 2:3 n. V. (2:2, 2:1)  | ASKÖ Donau Linz              |
| 12.08.1997, 17:00 Uhr | PSV Salzburg            | 0:1 (0:1)             | SV Austria Salzburg Amat.    |
| 12.08.1997, 17:30 Uhr | FC Stadlau              | 0:2 (0:1)             | ASK Kottingbrunn             |
| 12.08.1997, 18:00 Uhr | Dornbirner SV           | 0:3 (0:1)             | Salzburger AK 1914           |
| 12.08.1997, 18:00 Uhr | ESV Saalfelden          | 0:6 (0:3)             | SV Wörgl                     |
| 12.08.1997, 18:00 Uhr | FC Koblach              | 3:0 (3:0)             | SV Seekirchen 1945           |
| 12.08.1997, 18:00 Uhr | FC Lustenau 07          | 3:1 (2:0)             | SPG Rum                      |
| 12.08.1997, 19:00 Uhr | SV Fügen                | 2:6 (0:3)             | SC Schwarz-Weiß Bregenz      |
| 12.08.1997, 19:00 Uhr | Union St. Florian       | 2:0 (1:0)             | SV Grieskirchen              |
| 12.08.1997, 19:30 Uhr | SV Horn                 | 3:1 (1:0)             | Landstraßer AC               |
| 13.08.1997, 17:30 Uhr | FC Zeltweg              | 2:0 (1:0)             | SAK Klagenfurt               |
| 13.08.1997, 17:30 Uhr | Post SV Wien            | 2:4 n. V. (2:2, 0:0)  | SV Langenrohr                |
| 13.08.1997, 18:30 Uhr | SC Kundl                | 4:1 (1:1)             | SV Kirchbichl                |
| 13.08.1997, 18:30 Uhr | ISS Admira Landhaus     | 2:0 (1:0)             | FC Hellas Kagran             |
| 13.08.1997, 19:00 Uhr | FC Gratkorn             | 5:1 (2:1)             | Union Esternberg             |
| 14.08.1997, 17:00 Uhr | UFC St. Peter/Au        | 0:2 (0:2)             | FK Austria Wien II/Prater SV |
| 14.08.1997, 17:30 Uhr | SC Breitenfeld          | 1:6 (0:2)             | SK Eintracht Wels            |
| 14.08.1997, 18:30 Uhr | SC Marchtrenk           | 1:3 (0:1)             | SK Vorwärts Steyr            |
| 14.08.1997, 19:30 Uhr | SV Rohrbach             | 3:2 (2:1)             | 1.SV Wiener Neudorf          |
| 14.08.1997, 19:30 Uhr | ASV Schrems             | 0:3 (0:2)             | SV Mattersburg               |
| 15.08.1997, 10:00 Uhr | DSV Fortuna 05          | 1:2 (1:1)             | SC Untersiebenbrunn          |
| 15.08.1997, 16:30 Uhr | SC Enzersfeld           | 1:2 (1:1)             | UFC Tadten                   |
| 15.08.1997, 17:00 Uhr | TSV Pöllau              | 2:1 (1:1)             | FC Blau-Weiß Linz            |
| 15.08.1997, 17:00 Uhr | FC St. Michael          | 2:0 (2:0)             | ATV Irdning                  |
| 15.08.1997, 17:00 Uhr | SVG Bleiburg            | 1:2 n. V. (1:1, 1:0)  | SVA Kindberg                 |
| 15.08.1997, 17:00 Uhr | FC Lendorf              | 4:1 (1:1)             | WSC Hertha Wels              |
| 15.08.1997, 17:00 Uhr | SV Leibnitz             | 1:2 n. V. (1:1, 1:0)  | SV Braunau                   |
| 15.08.1997, 17:00 Uhr | SC Fürstenfeld          | 1:0 (1:0)             | DSV Leoben                   |
| 15.08.1997, 17:00 Uhr | SV Oberndorf            | 1:7 (1:5)             | SV Stockerau                 |
| 15.08.1997, 17:00 Uhr | Austria XI Wien         | 2:6 (0:3)             | ASK Stoob                    |
| 15.08.1997, 17:15 Uhr | SV Würmla               | 3:2 n. V. (2:2, 2:1)  | Kremser SC                   |
| 15.08.1997, 17:30 Uhr | FC St. Veit             | 2:1 (0:0)             | SK St. Magdalena             |
| 15.08.1997, 18:00 Uhr | ASKÖ Klingenbach        | 0:1 (0:1)             | ASV Hohenau                  |
| 15.08.1997, 18:00 Uhr | SV Grün-Weiß Micheldorf | 0:5 (0:3)             | TSV Hartberg                 |
| 15.08.1997, 19:00 Uhr | Kapfenberger SV         | 3:1 (0:0)             | SV Flavia Solva              |
| 15.08.1997, 19:30 Uhr | SC Eisenstadt           | 2:0 (1:0)             | SV Gerasdorf                 |
| 16.08.1997, 15:00 Uhr | FC Tirol Innsbruck II   | 2:3 (2:3)             | SCR Altach                   |
| 16.08.1997, 17:00 Uhr | Friesacher AC           | 0:2 (0:1)             | ASK Voitsberg                |
| 16.08.1997, 17:00 Uhr | SG Simmering/FavAC      | 1:2 (0:0)             | First Vienna FC              |
| 16.08.1997, 17:00 Uhr | SR Donaufeld Wien       | 0:0 n. V. (3:1 i. E.) | VSE St. Pölten               |
| 16.08.1997, 17:00 Uhr | Union Rohrbach/Berg     | 0:4 (0:1)             | SV Spittal/Drau              |
| 16.08.1997, 18:00 Uhr | SV Bürmoos              | 0:4 (0:2)             | WSG Wattens                  |
| 17.08.1997, 18:00 Uhr | FC Dornbirn 1913        | 0:1 (0:1)             | FC Kufstein                  |

Hinweis: Sämtliche Erstligateams sowie der FC Hard hatten ein Freilos.

## Erste Runde
| Datum                 |                              | Ergebnis                         |                         |
| --------------------- | ---------------------------- | -------------------------------- | ----------------------- |
| 25.08.1997, 19:00 Uhr | SC Untersiebenbrunn          | 4:1 (3:1)                        | SV Langenrohr           |
| 26.08.1997, 17:30 Uhr | FC Koblach                   | 1:2 (0:0)                        | SC Kundl                |
| 26.08.1997, 17:30 Uhr | FC Hard                      | 1:3 (0:0)                        | SCR Altach              |
| 26.08.1997, 19:00 Uhr | SV Wörgl                     | 1:2 (1:0)                        | Salzburger AK 1914      |
| 26.08.1997, 19:30 Uhr | SV Horn                      | 3:5 n. V. (3:3, 2:2)             | ASK Kottingbrunn        |
| 27.08.1997, 17:30 Uhr | FC Lustenau 07               | 0:3 (0:2)                        | SC Schwarz-Weiß Bregenz |
| 27.08.1997, 19:00 Uhr | Union St. Florian            | 2:2 n. V. (1:1, 1:0) (4:2 i. E.) | SK Eintracht Wels       |
| 29.08.1997, 17:00 Uhr | FC Zeltweg                   | 1:4 (0:1)                        | FC Gratkorn             |
| 29.08.1997, 17:00 Uhr | FK Austria Wien II/Prater SV | 3:1 n. V. (1:1, 1:1)             | SR Donaufeld Wien       |
| 29.08.1997, 17:00 Uhr | SV Austria Salzburg Amat.    | 0:1 (0:0)                        | WSG Wattens             |
| 29.08.1997, 17:00 Uhr | FC Lendorf                   | 0:0 n. V. (5:3 i. E.)            | SV Braunau              |
| 29.08.1997, 19:00 Uhr | Kapfenberger SV              | 1:0 (0:0)                        | TSV Hartberg            |
| 29.08.1997, 19:00 Uhr | TSV Pöllau                   | 2:2 n. V. (2:2, 2:1) (4:5 i. E.) | SV Spittal/Drau         |
| 29.08.1997, 19:30 Uhr | SV Rohrbach                  | 1:2 (0:0)                        | SV Stockerau            |
| 30.08.1997, 16:00 Uhr | ASKÖ Donau Linz              | 3:1 n. V. (1:1, 1:0)             | FC St. Michael          |
| 30.08.1997, 16:00 Uhr | FC St. Veit                  | 2:4 n. V. (2:2, 2:2)             | SK Vorwärts Steyr       |
| 30.08.1997, 16:00 Uhr | ISS Admira Landhaus          | 0:1 (0:1)                        | SC Eisenstadt           |
| 30.08.1997, 16:30 Uhr | ASK Voitsberg                | 5:0 (1:0)                        | SC Fürstenfeld          |
| 30.08.1997, 16:30 Uhr | SV Mattersburg               | 0:2 (0:0)                        | SV Würmla               |
| 30.08.1997, 17:00 Uhr | ASK Stoob                    | 5:0 (0:0)                        | ASV Hohenau             |
| 30.08.1997, 17:00 Uhr | SVA Kindberg                 | 1:5 (1:0)                        | FC Kufstein             |
| 30.08.1997, 17:00 Uhr | UFC Tadten                   | 0:6 (0:3)                        | First Vienna FC         |

Hinweis: Sämtliche Erstligateams hatten ein Freilos.

## Zweite Runde
| Datum                 |                              | Ergebnis                         |                          |
| --------------------- | ---------------------------- | -------------------------------- | ------------------------ |
| 26.09.1997, 18:30 Uhr | FC Kufstein                  | 0:2 (0:0)                        | SC Schwarz-Weiß Bregenz  |
| 26.09.1997, 19:00 Uhr | FC Gratkorn                  | 1:1 n. V. (0:0, 1:1) (3:4 i. E.) | SV Stockerau             |
| 26.09.1997, 19:00 Uhr | SC Untersiebenbrunn          | 2:0 (2:0)                        | ASK Kottingbrunn         |
| 26.09.1997, 19:00 Uhr | Union St. Florian            | 1:2 (0:1)                        | SV Spittal/Drau          |
| 26.09.1997, 19:30 Uhr | SC Eisenstadt                | 1:3 (0:1)                        | First Vienna FC          |
| 27.09.1997, 15:30 Uhr | ASK Stoob                    | 0:1 (0:0)                        | FK Austria Wien          |
| 27.09.1997, 15:30 Uhr | ASKÖ Donau Linz              | 1:5 (0:3)                        | LASK Linz                |
| 27.09.1997, 15:30 Uhr | Kapfenberger SV              | 0:4 (0:1)                        | SK Sturm Graz            |
| 27.09.1997, 15:30 Uhr | FK Austria Wien II/Prater SV | 1:3 (0:2)                        | SK Rapid Wien            |
| 27.09.1997, 15:30 Uhr | SC Kundl                     | 0:5 (0:4)                        | SV Austria Salzburg      |
| 27.09.1997, 15:30 Uhr | SCR Altach                   | 0:4 (0:1)                        | SV Ried                  |
| 27.09.1997, 15:30 Uhr | FC Lendorf                   | 1:2 (1:1)                        | SK Vorwärts Steyr        |
| 27.09.1997, 15:30 Uhr | SV Würmla                    | 0:5 (0:3)                        | FC Admira Wacker Mödling |
| 27.09.1997, 15:30 Uhr | Salzburger AK 1914           | 1:4 (0:2)                        | FC Tirol Innsbruck       |
| 27.09.1997, 15:30 Uhr | WSG Wattens                  | 1:0 (0:0)                        | SC Austria Lustenau      |
| 27.09.1997, 15:40 Uhr | ASK Voitsberg                | 0:0 n. V. (3:5 i. E.)            | Grazer AK                |

## Achtelfinale
| Datum                 |                         | Ergebnis              |                          |
| --------------------- | ----------------------- | --------------------- | ------------------------ |
| 31.10.1997, 19:30 Uhr | FC Tirol Innsbruck      | 2:1 (1:0)             | Grazer AK                |
| 01.11.1997, 15:00 Uhr | SC Untersiebenbrunn     | 1:3 (1:1)             | FC Admira Wacker Mödling |
| 01.11.1997, 15:30 Uhr | SV Stockerau            | 0:4 (0:1)             | SK Sturm Graz            |
| 01.11.1997, 15:30 Uhr | SC Schwarz-Weiß Bregenz | 3:2 (1:1)             | SV Spittal an der Drau   |
| 01.11.1997, 15:30 Uhr | First Vienna FC         | 0:1 (0:0)             | SV Ried                  |
| 01.11.1997, 15:30 Uhr | SK Vorwärts Steyr       | 0:0 n. V. (7:8 i. E.) | SV Austria Salzburg      |
| 01.11.1997, 18:00 Uhr | WSG Wattens             | 0:2 n. V.             | LASK Linz                |
| 01.11.1997, 20:30 Uhr | SK Rapid Wien           | 1:0 (0:0)             | FK Austria Wien          |

## Viertelfinale
Der spätere Meister Sturm Graz setzte sich im Viertelfinale durch ein Tor von Gilbert Prilasnig in 115. Minute knapp mit 1:0 durch. Ried besiegte Bregenz in einem spannenden Match durch ein Tor von Berensztajn (27.) und einem Doppelpack von Gerald Strafner (52. und 65. Minute) mit 3:2. Die Treffer der Bregenzer erzielten Schnepf (2.) und Schmid in der 68. Minute. Rapid geriet gegen Admira/Wacker in der 19. Spielminute durch ein Tor von Arminas Narbekovas früh in Rückstand und konnte nach der 2:0-Führung für Admira durch Sliwowski (60.) durch Markus Pürk nur noch auf 1:2 verkürzen. LASK Linz setzte sich durch einen Treffer von Peter Stöger (89.) überraschend mit 1:0 gegen Tirol durch.
| Datum                 |                     | Ergebnis  |                          |
| --------------------- | ------------------- | --------- | ------------------------ |
| 08.04.1998, 18:15 Uhr | SV Austria Salzburg | 0:1 n. V. | SK Sturm Graz            |
| 08.04.1998, 19:00 Uhr | SV Ried             | 3:2 (1:1) | SC Schwarz-Weiß Bregenz  |
| 08.04.1998, 19:00 Uhr | SK Rapid Wien       | 1:2 (0:2) | FC Admira Wacker Mödling |
| 08.04.1998, 19:30 Uhr | FC Tirol Innsbruck  | 0:1 (0:0) | LASK Linz                |

## Halbfinale
Sturm Graz bezwang in einem hochklassigen Spiel die Linzer durch Tore von Reinmayr in der 63. Minute und Vastić (86.) mit 2:0. Ried kam in der Verlängerung durch einen Treffer von Gerald Strafner in der 111. Spielminute mit einem knappen 1:0-Sieg über Admira erstmals ins ÖFB-Pokal-Finale.
| Datum                 |                          | Ergebnis  |           |
| --------------------- | ------------------------ | --------- | --------- |
| 05.05.1998, 19:00 Uhr | FC Admira Wacker Mödling | 0:1 n. V. | SV Ried   |
| 05.05.1998, 20:30 Uhr | SK Sturm Graz            | 2:0 (0:0) | LASK Linz |

## Finale
Das Finale fand am 19. Mai 1998 im Gerhard-Hanappi-Stadion in Wien statt. Schiedsrichter der Begegnung war Günter Benkö. Die Sportvereinigung Ried ging als klarer Außenseiter gegen den frisch gebackenen Meister in das Endspiel, konnte in einem spannenden Match jedoch durch einen lässig verwandelten Elfmeter von Goran Stanisavljevic bereits in der 11. Minute mit 1:0 in Führung gehen. Herwig Drechsel stellte in der 32. Spielminute auf 2:0, Reinmayr gelang in der 88. Minute das Anschlusstor für Sturm Graz. Eine Minute später fixierte Markus Scharrer mit dem dritten Tor der Oberösterreicher den Endstand und den ersten Pokalgewinn sowie den ersten großen Titelgewinn für den im Profifußball damals noch nicht etablierten Verein aus Ried im Innkreis.
| SV Ried                                        | SV Ried | SK Sturm Graz | SK Sturm Graz |
| ---------------------------------------------- | --- | --- | ------------- |
| SV Ried                                        | \| Finale \| \| 19. Mai 1998 in Wien (Gerhard-Hanappi-Stadion) \| \| Ergebnis: 3:1 (2:0) \| \| Zuschauer: 6.000 \| \| Schiedsrichter: Günter Benkö \| \| Spielbericht \| | \| Finale \| \| 19. Mai 1998 in Wien (Gerhard-Hanappi-Stadion) \| \| Ergebnis: 3:1 (2:0) \| \| Zuschauer: 6.000 \| \| Schiedsrichter: Günter Benkö \| \| Spielbericht \|                                                                                                | SK Sturm Graz |
| SV Ried                                        | Ronald Unger, Faruk Hujdurović (61. Oliver Glasner), Alexander Jank, Günther Steininger, Goran Stanisavljević, Manfred Rothbauer (90. Oliver Graf), Markus Scharrer, Michael Angerschmid, Herwig Drechsel (90. Stefan Hartl), Helmut Zeller, Gerald Strafner Cheftrainer: Klaus Roitinger | Kazimierz Sidorczuk, Franco Foda, Darko Milanic (30. Mario Posch), Günther Neukirchner (70. Joseph Spiteri), Wolfgang Hopfer, Hannes Reinmayr, Markus Schupp, Roman Mählich, Gilbert Prilasnig (25. Tomislav Kocijan), Ivica Vastić, Mario Haas Cheftrainer: Ivica Osim | SK Sturm Graz |
| SV Ried                                        | 1:0 Stanisavljevic (11., Foulelfmeter) 2:0 Drechsel (32.) 3:1 Scharrer (89.) | 2:1 Reinmayr (88.) | SK Sturm Graz |
| SV Ried                                        | Steininger (22.), Angerschmid (42.), Drechsel (47.) | Schupp (3.), Neukirchner (47.), Posch (85.) | SK Sturm Graz |
| SV Ried                                        | Steininger (40.) | Schupp (10.) | SK Sturm Graz |
| Finale                                         | | |               |
| 19. Mai 1998 in Wien (Gerhard-Hanappi-Stadion) | | |               |
| Ergebnis: 3:1 (2:0)                            | | |               |
| Zuschauer: 6.000                               | | |               |
| Schiedsrichter: Günter Benkö                   | | |               |
| Spielbericht                                   | | |               |

## Supercup
Im Spiel um den Supercup 1997/98, das traditionell zum Saisonauftakt des folgenden Spieljahres ausgetragen wurde revanchierte sich der Meister SK Sturm Graz mit einem klaren 4:0-Erfolg gegen die SV Ried für die Blamage im Pokalendspiel.